# Аван Авне
Аван Авне (фр. Avanne-Aveney) насеље је и општина у источној Француској у региону Франш-Конте, у департману Ду која припада префектури Безансон.
По подацима из 2011. године у општини је живело 2.323 становника, а густина насељености је износила 269,49 становника/km². Општина се простире на површини од 8,62 km². Налази се на средњој надморској висини од 232 метара (максималној 493 m, а минималној 228 m).

## Демографија
| 1962. | 1968. | 1975. | 1982. | 1990. | 1999. | 2011. |
| ----- | ----- | ----- | ----- | ----- | ----- | ----- |
| 735   | 899   | 1.374 | 1.826 | 1.870 | 1.903 | 2.323 |

График промене броја становника у току последњих година